# Арджетоая
Арджетоая (рум. Argetoaia) — село у повіті Долж в Румунії. Входить до складу комуни Арджетоая.
Село розташоване на відстані 215 км на захід від Бухареста, 40 км на північний захід від Крайови.

## Населення
За даними перепису населення 2002 року у селі проживали 1677 осіб, з них 1676 осіб (99,9%) румунів. Рідною мовою 1675 осіб (99,9%) назвали румунську.